# Yūkichi Chūganji
Yūkichi Chūganji (中願寺 雄吉, Chūganji Yūkichi), né le 23 mars 1889 à Chikushino, Fukuoka, et mort le 28 septembre 2003 à Ogori, dans la même préfecture, est un supercentenaire japonais qui fut le deuxième homme à atteindre les 114 ans après Christian Mortensen.